# Moimenta da Beira
Moimenta da Beira ist eine Kleinstadt (Vila) und ein Kreis (Concelho) in Portugal mit 2843 Einwohnern (Stand 19. April 2021).

## Geschichte
Funde und Ausgrabungen belegen eine vorgeschichtliche Besiedlung des Gebietes. Im Verlauf der Reconquista bedingten die wechselnden Eroberungen durch Mauren und christliche Heere eine Entvölkerung der Gegend. Im Zusammenhang mit der neuentstandenen  Grafschaft Portugal begann eine Neubesiedlung des Gebietes, in deren Folge auch der heutige Ort entstand. 1140 war der Ort bereits bekannt. Erste Stadtrechte erhielt Moimenta im Jahr 1189.
Mit Gründung des Frauen-Benediktiner-Klosters Convento Beneditino de Nossa Senhora da Purificação im 16. Jahrhundert nahm Moimenta einigen Aufschwung, bis das Kloster 1812 vom Bischof von Lamego wieder geschlossen wurde. Bereits die Zerstörungen durchziehender französischer Truppen im Verlauf der Napoleonischen Invasionen leiteten 1808 einen relativen Niedergang des Kreises ein. Mit den Verwaltungsreformen nach der Liberalen Revolution 1822 und dem folgenden Miguelistenkrieg wurde der Kreis von Moimenta da Beira deutlich erweitert. Nach weiteren Erweiterungen erreichte der Kreis 1896 seine heutige Ausdehnung.

## Kultur und Sehenswürdigkeiten
Zu den Baudenkmälern im Kreis zählen eine Reihe von Herrenhäusern, historische öffentliche Gebäude und eine Vielzahl Sakralbauten. Auch der historische Ortskern als Ganzes steht unter Denkmalschutz.
Eine Reihe Rundwege und Wanderwege sind im Kreis eingerichtet. Einige thematisch ausgerichtete Routen führen z. B. an archäologischen Stätten oder historischen traditionellen Dorfeinrichtungen entlang.
Neben der Stadtbibliothek, der städtischen Musikakademie oder dem städtischen Veranstaltungszentrum Auditório Municipal sind weitere Kulturstätten im Kreis zu finden, darunter die Casa-Museu Aquilino Ribeiro, die sich dem Werk und Leben des Schriftstellers Aquilino Ribeiro widmet, und das ethnografische Museum Museu Etnográfico de Arcozelos in der Gemeinde Arcozelos.

## Verwaltung

### Kreis
Moimenta da Beira ist Sitz eines gleichnamigen Kreises. Die Nachbarkreise sind (im Uhrzeigersinn im Norden beginnend): Tabuaço, Sernancelhe, Sátão, Vila Nova de Paiva, Tarouca sowie Armamar.
Mit der Gebietsreform im September 2013 wurden mehrere Gemeinden zu neuen Gemeinden zusammengefasst, sodass sich die Zahl der Gemeinden von zuvor 20 auf 16 verringerte.
Die folgenden Gemeinden (Freguesias) liegen im Kreis Moimenta da Beira:

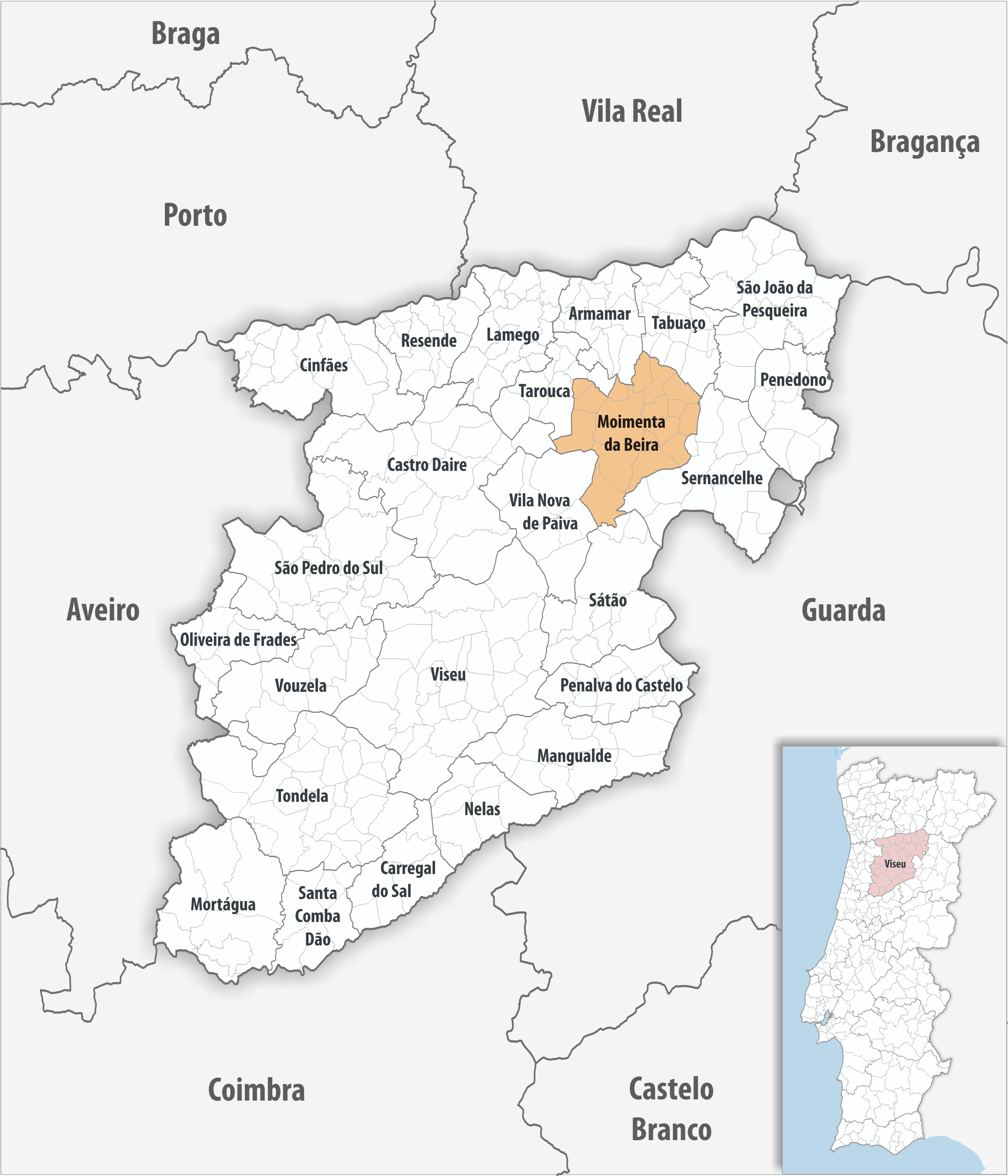
Kreis Moimenta da Beira

| Gemeinde                             | Einwohner (2021) | Fläche km² | Dichte Einw./km² | LAU- Code |
| ------------------------------------ | ---------------- | ---------- | ---------------- | --------- |
| Alvite                               | 1.027            | 19,29      | 53               | 180702    |
| Arcozelos                            | 608              | 9,5        | 64               | 180703    |
| Baldos                               | 151              | 4,44       | 34               | 180705    |
| Cabaços                              | 220              | 11,21      | 20               | 180706    |
| Caria                                | 406              | 16,71      | 24               | 180707    |
| Castelo                              | 196              | 9,28       | 21               | 180708    |
| Leomil                               | 1.131            | 36,77      | 31               | 180709    |
| Moimenta da Beira                    | 2.843            | 9,27       | 307              | 180710    |
| Paradinha e Nagosa                   | 229              | 12,09      | 19               | 180721    |
| Passô                                | 287              | 4,35       | 66               | 180713    |
| Pêra Velha, Aldeia de Nacomba e Ariz | 389              | 29,17      | 13               | 180722    |
| Peva e Segões                        | 429              | 24,64      | 17               | 180723    |
| Rua                                  | 510              | 9,67       | 53               | 180716    |
| Sarzedo                              | 154              | 4,99       | 31               | 180717    |
| Sever                                | 514              | 10,03      | 51               | 180719    |
| Vilar                                | 316              | 8,54       | 37               | 180720    |
| Kreis Moimenta da Beira              | 9.410            | 219,95     | 43               | 1807      |

### Bevölkerungsentwicklung

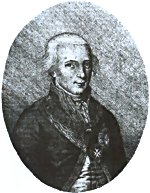
Luis Pinto de Sousa Coutinho

| Einwohnerzahl im Kreis Moimenta da Beira (1801–2011) | Einwohnerzahl im Kreis Moimenta da Beira (1801–2011) | Einwohnerzahl im Kreis Moimenta da Beira (1801–2011) | Einwohnerzahl im Kreis Moimenta da Beira (1801–2011) | Einwohnerzahl im Kreis Moimenta da Beira (1801–2011) | Einwohnerzahl im Kreis Moimenta da Beira (1801–2011) | Einwohnerzahl im Kreis Moimenta da Beira (1801–2011) | Einwohnerzahl im Kreis Moimenta da Beira (1801–2011) | Einwohnerzahl im Kreis Moimenta da Beira (1801–2011) | Einwohnerzahl im Kreis Moimenta da Beira (1801–2011) |
| ---------------------------------------------------- | ---------------------------------------------------- | ---------------------------------------------------- | ---------------------------------------------------- | ---------------------------------------------------- | ---------------------------------------------------- | ---------------------------------------------------- | ---------------------------------------------------- | ---------------------------------------------------- | ---------------------------------------------------- |
| 1801                                                 | 1849                                                 | 1900                                                 | 1930                                                 | 1960                                                 | 1981                                                 | 1991                                                 | 2001                                                 | 2011                                                 |                                                      |
| 1.747                                                | 6.851                                                | 14.555                                               | 13.578                                               | 15.272                                               | 12.809                                               | 12.317                                               | 11.074                                               | 10.212                                               |                                                      |

### Kommunaler Feiertag
- 24. Juni

### Städtepartnerschaften
- Kap Verde: São Filipe[10]

## Söhne und Töchter
- Luís Pinto de Sousa Coutinho (1735–1804), königlicher Minister, Kolonialverwalter in Brasilien
- Luís Veiga Leitão (1912–1987), Schriftsteller und Künstler
- António José Rafael (1925–2018), Bischof von Bragança
- Jacinto Tomás de Carvalho Botelho (* 1935), Bischof von Lamego
- João Manuel (1967–2005), Fußballspieler